# Henri Frenay
Pour les articles homonymes, voir Frenay.
Henri Frenay Sandoval, dit Henri Frenay, né le 19 novembre 1905 à Lyon 3e, et mort le 6 août 1988 à Porto-Vecchio en Corse-du-Sud, est un résistant et homme politique français.
Avec Berty Albrecht, il fonde « Combat », un mouvement de résistance regroupant une pluralité de tendances politiques à l'exception des mouvances radicales et procommunistes, qu'il rendait responsables de la défaite de 1940,. Il est fait compagnon de la Libération en 1943. À la Libération, il est commissaire puis ministre des Prisonniers, des Déportés et des Réfugiés.

## Biographie

### Famille
Henri Frenay est le fils de Joseph Frenay (1867 Vienne-1936), capitaine dans l'infanterie, et de Jeanne Adélaïde Marguerite Deville (1875-1967). Joseph Frenay, son père,  chevalier de la Légion d'honneur en 1912, a participé à la Première Guerre mondiale. Au cours de celle-ci, il a été cité quatre fois, décoré de la croix de guerre et promu officier de la Légion d'honneur en 1917. Joseph Frenay a terminé la guerre avec le grade de lieutenant-colonel.
Henri Frenay est issu d'une famille lyonnaise de droite, anticommuniste et catholique. Selon son biographe Robert Belot, c'est « un catholicisme pratiquant et exigeant une austérité et un sens des traditions et de l'ordre. Un milieu qui est aussi une culture. Attenter à l'ordre moral ou social y est sacrilège et hérésie. Le sabre et le goupillon, telles sont les deux références structurantes de l'univers familial ». De son côté, Henri Frenay écrit plus tard : « J'appartenais sans le savoir à cette droite française, traditionaliste, pauvre, patriote et paternaliste ».

### Jeunesse
Il fait ses études au lycée Ampère de Lyon, d'où il sort bachelier ès-sciences. Bien qu'ayant reçu « une éducation nationaliste », il se tient en dehors de la politique, jusqu'à sa rencontre avec Berty Albrecht en 1934. Selon son entourage familial (notamment ses cousines Juliette et Cécile Simon), il se serait à partir de cette époque « orienté vers la social-démocratie pro européenne ».

### Formation militaire et avant-guerre
En 1924, à dix-neuf ans, et après une classe préparatoire au lycée du Parc de Lyon, il intègre l'École spéciale militaire de Saint-Cyr, promotion « du Rif » (1924-26). Il est d'abord affecté dans l'armée du Rhin. Il rejoint ensuite, en Syrie, le 16e régiment de tirailleurs tunisiens puis le 8e bataillon assyro-chaldéen à Kamechlié. En 1933, il revient en métropole, à Hyères, au 3e régiment d'infanterie alpine. Il effectue également un stage d'observateur aérien. En 1935, il entre à l'École supérieure de guerre et il s'y lie d'amitié avec Robert Guédon.
En 1934, il rencontre Berty Albrecht. Grâce à elle, il entre en contact avec des réfugiés allemands antinazis et en vient à s'intéresser au nazisme, dont il découvre alors les dangers en lisant Mein Kampf. En 1938, il suit les cours du Centre d'études germaniques de Strasbourg et rédige un mémoire sur la minorité allemande de Haute-Silésie polonaise.

### Au début de la guerre
En 1939, Henri Frenay, alors capitaine, est affecté comme officier d'état-major 43e Corps d'Armée de Forteresse sur la ligne Maginot. Le 13 juin 1940, le 43e CAF reçoit un ordre de repli à l'issue duquel, quatre jours plus tard, il se retrouve encerclé dans le massif du Donon où il mène d'ultimes combats tandis que les négociations d'armistice sont notoirement entamées. L'officier Henri Frenay, alors en charge du 3e bureau, est fait prisonnier par l'armée allemande selon les termes de la reddition du 43e CAF négociée par le Général Fernand Lescanne.
Henri Frenay réussit à s'évader avec l'adjudant Bourguet. À pied, ils gagnent la zone libre où ils arrivent le 15 juillet. Affecté en garnison à Marseille, Frenay prend conscience de la gravité de la situation. Sensibilisé très tôt aux considérations idéologiques allemandes grâce aux rencontres organisées par Berty Albrecht, et convaincu que la France finira par se relever, il se met en devoir de rassembler autour de Berty Albrecht et lui, en août 1940, un début de réseau pour ce qui est le premier mouvement historique de Résistance intérieure, le Mouvement de libération nationale (MLN). Dans cette même période, il parvient rapidement à diffuser un Bulletin d'information et de propagande.
Dans ces débuts de la Résistance intérieure, le but n'est pas le combat contre le régime de Vichy. Frenay, en particulier parce qu'il est militaire, voit en Pétain un ancien maréchal de la Grande Guerre en faveur duquel le bénéfice du doute peut jouer. L'espoir des militants réside alors dans le possible double jeu de cet homme, qui « prépare forcément le salut de la France d'une manière ou d'une autre. »
Frenay est muté au Deuxième Bureau de l'état-major de l'Armée (service du renseignement militaire) à Vichy, où il continue son action, unissant les mouvements naissants de chaque région, tout en prenant soin de respecter un cloisonnement très strict pour éviter tout « coup dur ». À la suite de ces fusions successives, le MLN est rebaptisé MLF, Mouvement de libération française.
Le 24 janvier 1941, Frenay demande à être mis en congé d'armistice dans une lettre exprimant sa perte de confiance envers le haut commandement. Il est reçu par le chef d'état-major de l'Armée, le général Picquendar, qui tente de le convaincre de rester. Devant sa détermination, le général Huntziger lui accorde le congé d'armistice. Frenay garde néanmoins de nombreux contacts au sein de l'armée et notamment dans le Deuxième Bureau.

### Fondateur de «Combat»
En mars 1941, ayant désormais les mains libres, Frenay se consacre entièrement à la consolidation de son mouvement. Grâce à Robert Guédon et Pierre de Froment, il étend la publication du journal clandestin Les Petites Ailes, distribué dans le Nord et le Pas-de-Calais, à toute la France, journal qui prend alors pour titre Les Petites Ailes de France, puis finalement celui de Résistance en zone occupée et de Vérités en zone libre.
Recherché en zone occupée par la Gestapo et en zone libre par la police française, Frenay plonge dans la clandestinité et adopte différents noms d'emprunt comme Henri Francen, Morin, Molin, Nef, Lefèvre, ou Charvet, nom sous lequel il était connu à Londres des services gaullistes et britanniques. En zone libre, son journal Vérités, après sa fusion avec Liberté, se transforme fin 1941 en Combat, avec pour sous-titre « Organe du mouvement de la Résistance française ». Grâce aux talents d'organisateur de son fondateur et à la multiplicité de ses réseaux (militaires, juristes, universitaires, catholiques, protestants et socialistes notamment), Combat devient plus tard, selon les historiens Laurent Douzou et Dominique Veillon, le plus efficace des mouvements de la Résistance non communiste de la zone Sud.
Courant 1941, Frenay est informé par le général Benoît-Léon de Fornel de La Laurencie que les Américains, par le truchement de l'OSS, voudraient faire de lui un rival du général de Gaulle. Or le MLN bénéficie alors de la manne des services américains. Les relations se tendent avec de Gaulle.[pas clair]
Frenay travaille en bonne intelligence avec le mouvement Franc-Tireur animé par son ami Jean-Pierre Lévy, mais plus difficilement avec le mouvement Libération d'Emmanuel d'Astier de La Vigerie.
Bien qu’initialement maréchaliste, et même partisan de la Révolution nationale, Frenay a toujours considéré que résister était un devoir. Il revient progressivement sur ses appréciations premières et consent fin 1941 à voir dans le général de Gaulle le symbole et le chef de la Résistance française ; cependant il accepte mal l'autorité de ses délégués.

L'influence croissante de Pierre Laval sur le gouvernement de Vichy finit de le convaincre : Combat désavoue désormais, au travers de ses publications l'action du gouvernement de Vichy. Ses conceptions personnelles évoluent. Ainsi, en octobre 1942, il écrit au président Roosevelt pour lui demander de soutenir de Gaulle. 

« […] J’ai cru, néanmoins, au maréchal Pétain, j’ai cru au double jeu, j’ai cru même à une véritable Révolution nationale humaine et sociale. Comme tous les autres Français, j’ai été cruellement déçu, odieusement trompé. »

### Henri Frenay résistant
En juillet 1941, il rencontre un ancien préfet, Jean Moulin — révoqué en novembre 1940 par Vichy en raison de ses idées républicaines marquées comme radical-socialiste, et placé en disponibilité —, qui cherche à prendre la mesure des mouvements intérieurs de résistance. Il lui dévoile l'organisation du réseau Combat et arrange aussi les réunions avec d'Astier et Lévy.
En janvier 1942, il rencontre à nouveau Jean Moulin, de retour de Londres, chargé d'unifier la Résistance française et de la rallier à de Gaulle. Il le voit ensuite fréquemment jusqu'en 1943.
En février 1942, pour faire libérer des militants de zone libre, Frenay rencontre deux fois (avec l'accord du comité directeur de Combat) Henri Rollin, patron de la Surveillance du territoire, puis le ministre de l'Intérieur Pierre Pucheu qui lui propose de rallier son mouvement aux services secrets français, ce que Frenay refuse. Lors d'un troisième entretien, avec Rollin et des membres du cabinet de Pucheu, il part en claquant la porte. Ces rencontres ont néanmoins permis la remise en liberté de plusieurs camarades. La bonne foi de Frenay n'est pas mise en cause, mais il prête le flanc aux critiques de certains résistants dont Emmanuel d'Astier de La Vigerie et Jean Moulin inquiets de l'influence de Combat. La situation est clarifiée lorsque Frenay, en voyage secret à Londres, remet un rapport pour justifier ces rencontres. Le rapport est envoyé aux différents chefs de la Résistance.
En zone libre, Frenay cherche à prendre le commandement militaire de la Résistance française lors de la fusion des trois plus importants mouvements de la zone libre (Franc-Tireur, Libération, Combat), ce qui aboutit à des discussions avec de Gaulle et son représentant, Jean Moulin.
La création des Mouvements unis de la Résistance, ou MUR, pour laquelle Frenay est, quoique réticent, l'un des membres du comité directeur (présent aussi, Pierre Dumas, secrétaire général du mouvement) ne l'empêche pas de chercher à rendre son mouvement (Combat) le plus autonome possible vis-à-vis de Londres.
En décembre 1942, Frenay rencontre Pierre de Bénouville, alors membre d'un réseau britannique rattaché au Special Operations Executive (SOE), pour lequel il assure la liaison avec l'ambassade du Royaume-Uni à Berne. Frenay le convainc de rejoindre le mouvement de résistance Combat et lui demande de le faire entrer en contact avec l'ambassade britannique en Suisse. En effet, Frenay recherche des fonds pour enrôler, nourrir et armer les nombreux réfractaires au Service du travail obligatoire (STO), instauré en février 1943 par le gouvernement de Vichy dirigé par Pierre Laval ; pour éviter leur départ pour le travail forcé en Allemagne, environ 200 000 jeunes hommes choisissent la clandestinité (dont quelque 50 000 gagnent le maquis). Toutefois, de Gaulle et les Alliés sont d'accord avec des actions de sabotage, mais veulent absolument éviter, du point de vue stratégique, que des corps-francs se constituent massivement dans le maquis et passent à une action immédiate de guérilla contre les Allemands, ce qui amènerait ces derniers à augmenter le nombre de leurs forces d'occupation, compromettant ainsi les chances de succès d'un débarquement futur des Alliés en France. C'est la raison pour laquelle les fonds distribués par Jean Moulin à cet égard allaient en priorité aux syndicats clandestins et au maquis du Vercors, dont le commandant en chef était le général Charles Delestraint, lui-même sous les ordres directs du général de Gaulle. C'est pourquoi la prise de contact organisée par Bénouville entre Frenay et l'ambassade britannique en Suisse n'aboutit pas.
Frenay expose précisément ses griefs envers Moulin dans ses mémoires La Nuit finira, publiés en 1973.
En fait, le général de Gaulle, par l'intermédiaire de Moulin, souhaitait séparer le combat politique de la résistance militaire, considérant que c'était au gouvernement exilé à Londres, puis à Alger, d'assumer la fonction politique sous son patronage, alors que Frenay, plaidant l'échec du régime des partis de la IIIe République, considérait que la Résistance devait avoir sa place, en tant que mouvement politique autonome, dans la création de nouvelles institutions après-guerre, et ne pas accueillir les anciens partis et leurs réseaux en son sein.
Frenay, accompagné d'Emmanuel d'Astier de La Vigerie, part le 17 septembre 1942 pour Londres, en passant par Gibraltar. Il rencontre le général de Gaulle, chef de la France libre, et retrouve finalement en lui, entre militaires, la plupart de ses conceptions de la Résistance. Il prend aussi contact avec les membres du BCRA, dont le colonel Passy.
À partir de mars 1943, Frenay aide le RNPG de François Mitterrand et Maurice Pinot contre le mouvement de Michel Cailliau, neveu du général de Gaulle.
Berty Albrecht est arrêtée à Macon le 28 Mai 1943, torturée elle se pend le 31 pour échapper à Klaus Barbie tandis que Frenay lui, en juin 1943, confie la direction du mouvement à son adjoint Claude Bourdet et retourne à Londres. En juillet, il part pour Alger où, le mois suivant, le général de Gaulle lui remet la croix de la Libération.
Dans son hommage à Berty le 6 octobre 1943 au micro de la BBC, Frenay déclare : « Je ne peux pas dire tout ce que la France lui doit, car si elle est morte, la résistance est encore bien vivante ».
En 1944, il fait partie des délégués de différents mouvements nationaux de résistance qui se réunissent chez le pasteur Willem Visser 't Hooft à Genève pour rédiger puis adopter la Déclaration des résistances européennes.

### Après-guerre

#### Ministre des prisonniers, déportés et réfugiés
Frenay, qui avait joué un grand rôle dans la Résistance intérieure, rêvait d'un rôle d'ampleur au ministère de l'Intérieur du Comité français de la Libération nationale d'Alger. Néanmoins, du fait de ses idées opposées à celles de De Gaulle, il est quelque peu écarté de la renaissance politique, obtenant seulement en novembre 1943 le Commissariat aux prisonniers, déportés et réfugiés (PDR), poste qu'il conservera dans le Gouvernement provisoire de la République française, en 1944 et jusqu'au 21 octobre 1945.
Il s'attelle néanmoins à la tâche ardue d'assurer le retour en France des 1 330 000 prisonniers, réfugiés et déportés de la zone alliée, et fait tout pour les réintégrer dans la vie nationale en quatre mois (entre avril et juillet 1945). Les déportés français de la zone soviétique sont libérés plus lentement. Frenay et son ministère doivent fournir la liste complète des disparus, que les autorités russes recherchent alors dans les camps, où elles sont les seules à pouvoir entrer. Sa charge de ministre cesse lorsque le Gouvernement provisoire de la République française remet ses pouvoirs à l'Assemblée constituante, en novembre 1945.

#### Vie politique et engagement fédéraliste
À la Libération, la guerre l'ayant fait évoluer vers la gauche et un socialisme non marxiste, il est un des fondateurs de l'Union démocratique et socialiste de la Résistance (UDSR). Il est d'avis que la Résistance ne doit pas s'arrêter « au dernier coup de canon » mais devenir le moteur d'une reconstruction politique et sociale du pays.
Farouche adversaire du Parti communiste français, dont il subit les violentes et continuelles attaques, notamment par l'intermédiaire de L'Humanité, il finit par traduire ce journal en justice pour diffamation. Ces attaques ont pour but de le discréditer aux yeux de ses proches, de ses collaborateurs et des déportés qu'il rapatrie et augmenter la popularité du parti dans les associations de prisonniers.
Débouté en première instance, Frenay gagne en appel le 26 juin 1946, en faisant condamner le directeur de L'Humanité, Marcel Cachin, à 15 000 francs d'amende et à l'insertion du jugement dans son journal.
Dès la Libération, son espoir de construire une république forte et solide est déçu par la résurgence des partis traditionnels et leurs luttes intestines. À l'occasion du rapprochement de son mouvement avec le Parti radical au sein du Rassemblement des gauches républicaines, il démissionne de l'UDSR et se tourne alors vers la construction européenne.
Il devient une figure de proue des militants fédéralistes proeuropéens. Sa foi dans la construction européenne le conduit à participer au congrès de La Haye en 1948 qui crée le Mouvement européen. Il est porté le 11 novembre 1948 à la présidence du Comité central de l'Union européenne des fédéralistes (UEF), constituée en décembre 1946. Il en est ensuite le président du bureau exécutif,,,. Il est aussi le délégué général du Comité français pour l'Europe libre (CFEL), fondé en 1952 et qui fédère des anticommunistes (hommes et femmes politiques, journalistes, entrepreneurs, intellectuels). Il ne partage pas les conceptions européennes de De Gaulle avec lequel il ne s'entend plus. Frenay démissionne de la présidence de l'UEF après le rejet de la Communauté européenne de défense (CED) en 1954. C'est à ce moment qu'il rompt définitivement avec le général de Gaulle.
Il est candidat malheureux de la SFIO aux élections législatives de 1958. Le retour de De Gaulle lui paraît pourtant nécessaire pour donner de nouvelles institutions et pour mettre fin à la guerre d'Algérie. Néanmoins, il souhaite en 1965 l'élection de Gaston Defferre à la présidence et appelle à voter contre de Gaulle.
Sa carrière professionnelle ultérieure est consacrée à l'administration de sociétés d'édition.

#### Réquisitoire de 1973 contre Jean Moulin
Henri Frenay publie ses mémoires en 1973, La nuit finira. Il taxe Jean Moulin d'incompétence et de mégalomanie et lui reproche d'avoir faussé les relations entre les MUR et la France libre du général de Gaulle à Londres, pour devenir par coup de force le président du Conseil national de la Résistance. Il l'accuse d'avoir mis à mal les réseaux de résistance Combat et Libération-Sud en détournant leur financement, au détriment notable d'un réseau plutôt pro-américain basé à proximité de la Suisse, et animé par le général Delestraint, ce qui aurait entraîné la chute dudit réseau, et l'assassinat de son chef par les Allemands.
Reproche d'autant plus étonnant que Frenay lui-même avait rédigé à l'intention des Américains un rapport détaillé (17 pages) sur l'historique et la structure des mouvements de résistance en France, qu'il avait fait transmettre par l'intermédiaire de l'avocat Philippe Monod en février 1943 à Dulles auprès de l'ambassade des États-Unis à Berne, pour lancer des négociations secrètes avec les Américains, entre février et avril 1943, afin d'obtenir un financement américain de Combat, et ce sans en parler à Londres au général de Gaulle, ni à Jean Moulin : « Un véritable coup de poignard dans le dos que vous donnez à de Gaulle », dira Moulin à Frenay, après avoir été averti de cette « affaire suisse » par un télégramme de Londres le 25 avril 1943 ; Frenay lui-même dans ses mémoires écrit qu'ils eurent alors une « discussion violente », au cours de laquelle Moulin l'accusa de trahison envers de Gaulle. À la suite de cela, Moulin obtiendra un désaveu de cette initiative de Frenay par les comités directeurs des mouvements de résistance.
Ces accusations sont ensuite dénoncées par Daniel Cordier, célèbre sous le nom de Caracalla, secrétaire de Jean Moulin et actif sur le terrain-même, qui livre dans ses mémoires un témoignage assez cru de la violence des luttes de pouvoir entre les chefs des mouvements de résistance, et tout particulièrement de l'attitude abrupte de Frenay vis-à-vis de Moulin. Cordier est à son tour critiqué par d'anciens responsables de la Résistance, notamment le général de Bénouville, ancien membre dirigeant du mouvement Combat, et par les époux Aubrac, qui lui reprochent de polémiquer abusivement avec Henri Frenay, en le faisant passer à tort pour un homme d'extrême droite proche de l'Action française. Toutefois dans son dernier volume de mémoires, Rétro-Chaos, Daniel Cordier, qui est comme Henri Frenay Compagnon de la Libération et Grand Croix de la Légion d'Honneur, rappelle minutieusement ses travaux dans les archives du SDECE, jusqu'à lui interdites aux historiens, sur les débuts de l'action de Frenay, y compris un Manifeste que Frenay pensait perdu, et  où l'anti-gaullisme du futur grand résistant, est patent.[pas clair]

### Vie privée
Entre 1934 et 1942, Frenay entretient une liaison passionnée avec Berty Albrecht, une femme protestante, féministe et antifasciste, de douze ans son aînée, séparée.
Il rencontre en 1942 la résistante Chilina Ciosi (1909-1997), ancienne externe des hôpitaux de Paris, médecin-chef d'une clinique à Font-Romeu et responsable d'une filière de passage vers l'Espagne. Elle donne naissance à un enfant le 6 octobre 1943,. Pour éviter de mettre en danger la mère et l'enfant, leur fils est déclaré « de père et de mère inconnus » et placé en pouponnière jusqu’à la fin du conflit. Il l'épouse après la guerre, le 25 novembre 1946, à Saint-Cloud.

### Mort et hommages
Peu avant de mourir, Henri Frenay choisit de s'installer en Corse, île natale de Chilina, son épouse, dans leur maison de Porto-Vecchio. Il meurt le 6 août 1988. Le président de la République, François Mitterrand, fait son éloge funèbre.
Une place Henri-Frenay est inaugurée à Paris en 1995 ; une esplanade Henri-Frenay est créée à Limoges. Une rue de Sainte-Maxime lui est également consacrée, ainsi qu'à Strasbourg, Grenoble, Porto-Vecchio, Plaisir, Avignon, Bollène ou encore Eckbolsheim.

## Décorations
- Grand-croix de la Légion d'honneur (1er janvier 1988[38])
- Compagnon de la Libération (décret du 24 mars 1943)
- Grand-croix de l'ordre national du Mérite
- Croix de guerre 1939-1945, palme de bronze (deux citations)
- Médaille de la Résistance française (décret du 31 mars 1947)[39]
- Médaille des évadés
- Croix du combattant volontaire de la guerre de 1939-1945
- Croix du combattant volontaire de la Résistance
- Médaille commémorative de la guerre 1939-1945 avec agrafes « France » et « Libération »

## Publications
- Combat, Paris, Denoël, 1946
- La nuit finira, Paris, Robert Laffont, 1973 ; rééd. 2006, Paris, Michalon, coll. « Fonds perdus »
- Volontaires de la nuit, Paris, Robert Laffont, 1975
- L'Énigme Jean Moulin, Paris, Robert Laffont, 1977

### Filmographie
- Un documentaire télévisé lui a été consacré par Robert Belot et Jean Chérasse.
- Alias Caracalla, au cœur de la résistance, téléfilm réalisé par Alain Tasma en 2013, France 3 Henri Frenay est joué par Jean-Michel Fête.